# Mrlinská tabule
Mrlinská tabule je geomorfologický podcelek v severovýchodní části Středolabské tabule v okresech Mladá Boleslav a Nymburk ve Středočeském kraji a v okresech Jičín a Hradec Králové v Královéhradeckém kraji.

## Poloha a sídla

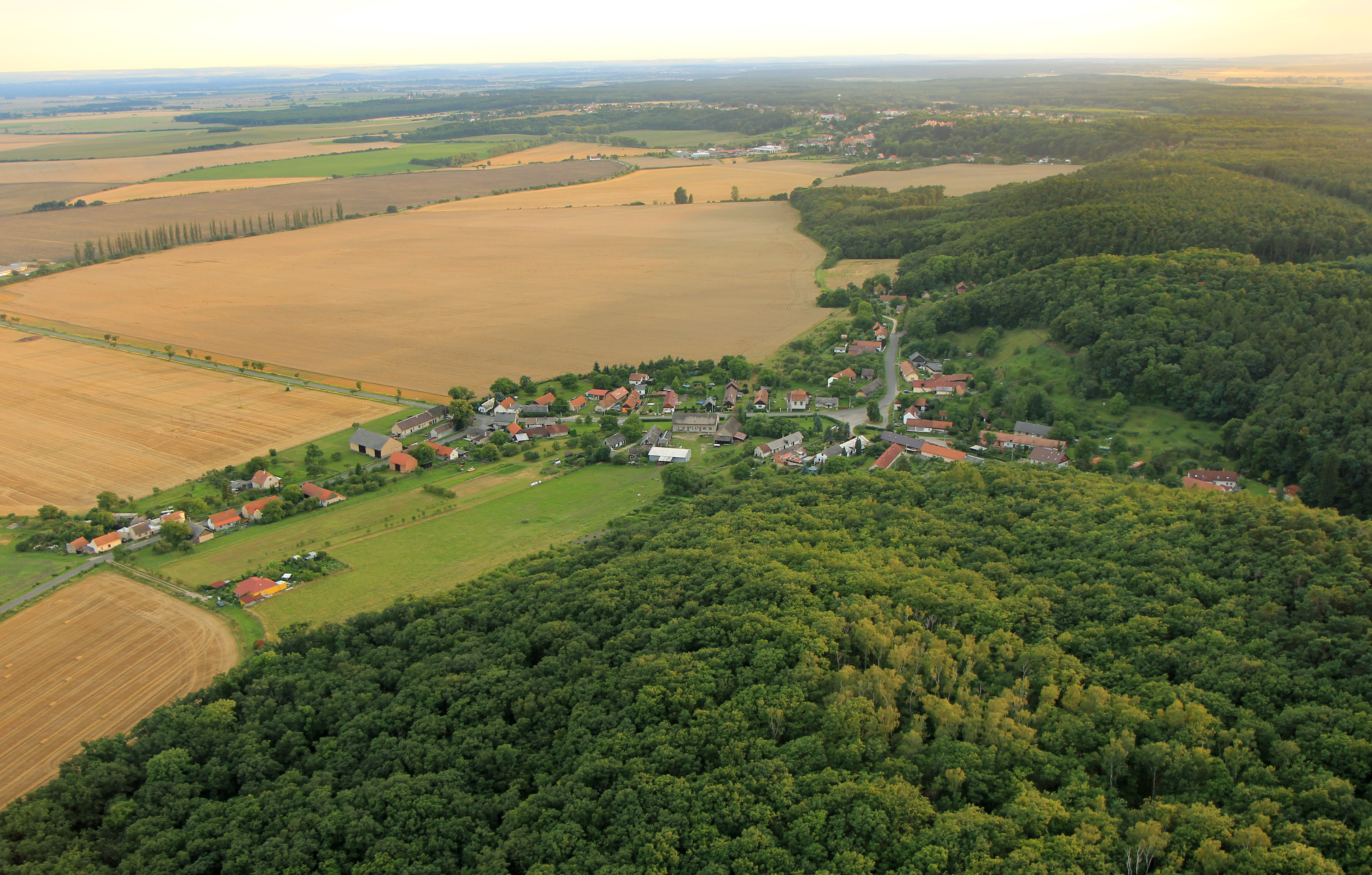
Terasy Jizerské tabule spadající do Mrlinské tabule u vsi Studce

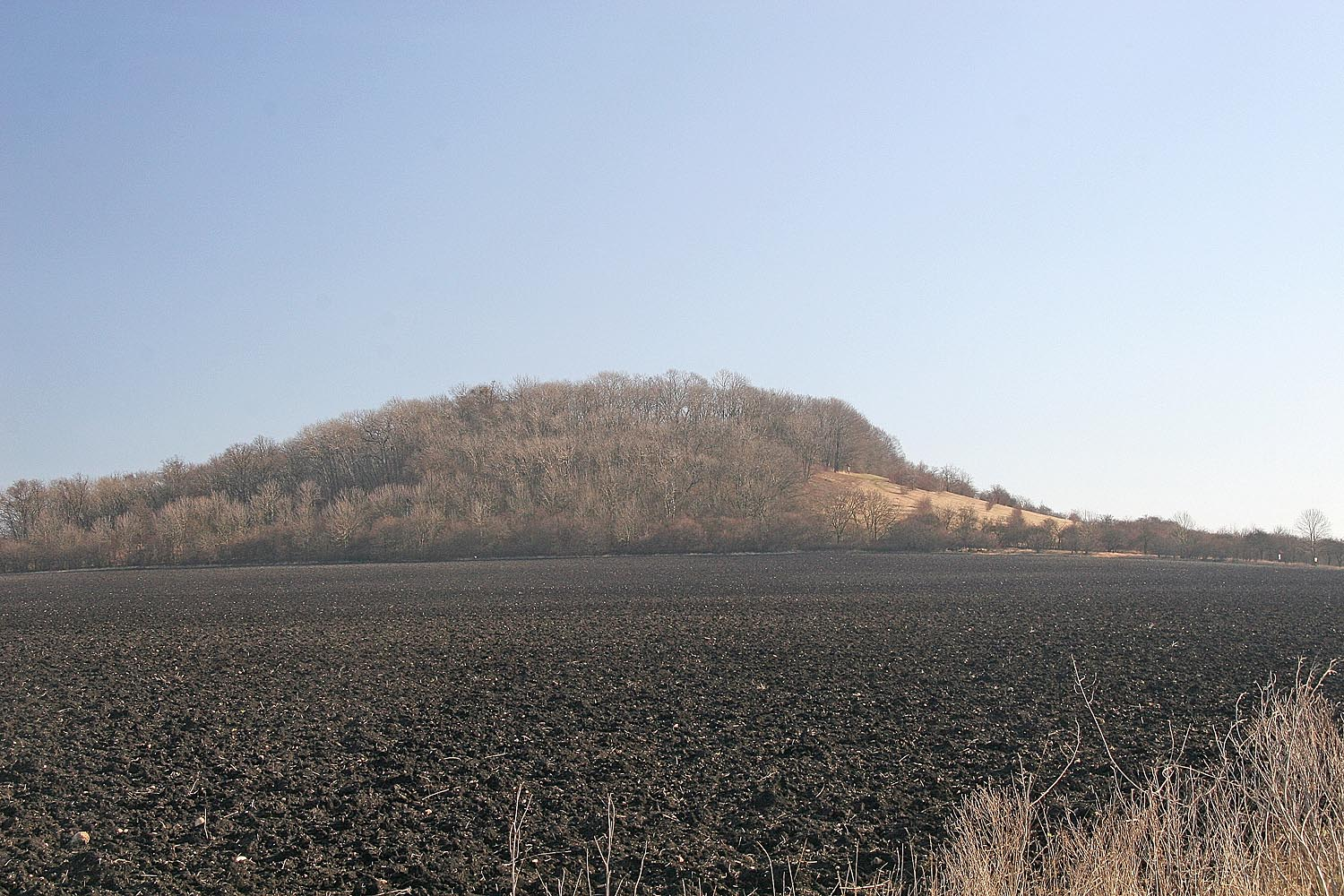
Vrch Chotuc

Území podcelku se rozkládá zhruba mezi sídly Domousnice a Libáň na severu, Kopidlno na severovýchodě, Chlumec nad Cidlinou na jihovýchodě, Dymokury na jihozápadě a Loučeň na západě.
Zcela uvnitř území leží města Městec Králové a Rožďalovice, podle kterých jsou pojmenovány dvě podřízené geomorfologické jednotky.

## Geomorfologické členění
Podcelek Mrlinská tabule (dle značení Jaromíra Demka VIB–3D) náleží do celku Středolabská tabule. Dále se člení na okrsky Královéměstecká tabule (VIB–3D–1) na jihovýchodě a Rožďalovická tabule (VIB–3D–2) na severozápadě.
Tabule sousedí s dalším podcelkem Středolabské tabule, Nymburskou kotlinou na jihozápadě, a s celky Východolabská tabule na jihu a východě, Jizerská tabule na severozápadě a Jičínská pahorkatina na severu.
Kompletní geomorfologické členění celé Středolabské tabule uvádí následující tabulka:
| Geomorfologické členění Středolabské tabule                            | Geomorfologické členění Středolabské tabule | Geomorfologické členění Středolabské tabule |
| ---------------------------------------------------------------------- | ------------------------------------------- | ------------------------------------------- |
| ČESKÁ VYSOČINA • Česká tabule • Středočeská tabule                     |                                             |                                             |
| NYMBURSKÁ KOTLINA                                                      | Sadská rovina                               |                                             |
| NYMBURSKÁ KOTLINA                                                      | Milovická tabule                            |                                             |
| NYMBURSKÁ KOTLINA                                                      | Poděbradská rovina                          |                                             |
| NYMBURSKÁ KOTLINA                                                      | Ovčárská pahorkatina                        | Oškobrh (287 m)                             |
| NYMBURSKÁ KOTLINA                                                      | Středolabská niva                           |                                             |
| ČÁSLAVSKÁ KOTLINA                                                      | Žehušická kotlina                           |                                             |
| ČÁSLAVSKÁ KOTLINA                                                      | Ronovská tabule                             | U Písku (341 m)                             |
| ČÁSLAVSKÁ KOTLINA                                                      | Labsko-klejnárská niva                      |                                             |
| MĚLNICKÁ KOTLINA                                                       | Lužecká rovina                              |                                             |
| MĚLNICKÁ KOTLINA                                                       | Staroboleslavská rovina                     |                                             |
| MĚLNICKÁ KOTLINA                                                       | Všetatská pahorkatina                       |                                             |
| MĚLNICKÁ KOTLINA                                                       | Labsko-vltavská niva                        |                                             |
| MĚLNICKÁ KOTLINA                                                       | Vojkovická rovina                           | Dřínov (247 m)                              |
| MĚLNICKÁ KOTLINA                                                       | Kostelecká rovina                           |                                             |
| MĚLNICKÁ KOTLINA                                                       | Čelákovická pahorkatina                     |                                             |
| MRLINSKÁ TABULE                                                        | Královéměstecká tabule                      |                                             |
| MRLINSKÁ TABULE                                                        | Rožďalovická tabule                         | Ostrá hůrka (278 m)                         |
| ČESKOBRODSKÁ TABULE                                                    | Kojetická pahorkatina                       |                                             |
| ČESKOBRODSKÁ TABULE                                                    | Čakovická tabule                            |                                             |
| ČESKOBRODSKÁ TABULE                                                    | Bylanská pahorkatina                        |                                             |
| ČESKOBRODSKÁ TABULE                                                    | Kouřimská tabule                            | Dílce (366 m)                               |
| ČESKOBRODSKÁ TABULE                                                    | Kolínská tabule                             |                                             |
| PROVINCIE • Subprovincie • Oblast / Celek / PODCELEK • Okrsek • Vrchol |                                             |                                             |

## Významné vrcholy
Nejvyšším vrcholem Mrlinské tabule je Ostrá hůrka (278 m n. m.).
- Ostrá hůrka (278 m), Rožďalovická tabule
- Báň (272 m), Královéměstecká tabule
- Chotuc (255 m), Rožďalovická tabule
- Vinný vrch (252 m), Královéměstecká tabule
- Holoviska (248 m), Rožďalovická tabule
- Kostelíček (241 m), Královéměstecká tabule
- Kuncberk (215 m), Rožďalovická tabule